# Roger Martin du Gard
Pour les articles homonymes, voir Martin du Gard, Martin et Gard (homonymie).
Roger Martin du Gard est un écrivain, romancier, dramaturge, novelliste, diariste et épistolier français né le 23 mars 1881 à Neuilly-sur-Seine et mort le 22 août 1958 au château du Tertre, à Sérigny (Orne).
Il est lauréat du prix Nobel de littérature de 1937.

## Biographie

### Famille
Roger Martin du Gard est né dans une famille d'ancienne bourgeoisie originaire du Bourbonnais à la fin du XVIe siècle, issue de Jean Martin (mort en 1720), marchand, bourgeois d'Isserpent, (Allier). Pierre Martin (1667-1768), fermier d'Isserpent et receveur de la baronnie de Châtel-Mortagne-Arfeuilles, acquiert le domaine du Gard en 1739 et se fait appeler Martin du Gard pour se distinguer de ses frères. Jacques Martin du Gard (1733-1810), était maire d'Arfeuilles, conseiller général de l'Allier. Louis Martin du Gard (1828-1896), était receveur des domaines à Nancy, (Meurthe-et-Moselle). Prosper Martin du Gard (1828-1896), était avoué près le tribunal de la Seine.
Roger, né le 23 mars 1881 au 69, boulevard Bineau à Neuilly-sur-Seine, est le fils de Paul Martin du Gard (1856-1924), avocat à la cour d'appel de Paris et de Madeleine Wimy, la fille d'un agent de change de la Bourse de Paris.

### Les études
En 1892, il entre en qualité de demi-pensionnaire à l'École Fénelon, institution catholique où l'enseignement de Marcel Hébert le marque profondément. Ses résultats sont insuffisants ; il préfère la lecture des « feuilletons bon marché » aux leçons dispensées. En octobre 1895, il entre au lycée Condorcet. Devant les mauvais résultats de son fils, son père décide alors de le mettre un semestre en pension, de janvier à juin 1896, à Passy, chez un jeune normalien, Louis Mellerio. Il rattrape son retard en latin, grec et grammaire, travaille l'art de la composition afin d'être fin prêt pour valider son année de rhétorique à la rentrée d'octobre. Il entre alors comme externe au lycée Janson-de-Sailly où il rencontre le jeune Gaston Gallimard. Il découvre sa vocation d'écrivain en se liant à un jeune garçon de deux ans son aîné, Jean Werhlé, pendant l'été qu'il passe à Maisons-Laffitte en 1891. Les tragédies en vers qu'écrit déjà son ami lui font connaître, à dix ans, son premier choc esthétique : « Aussitôt au lit, j'ai tiré le cahier de sous mon traversin, et me suis mis à lire. J'avais les yeux brouillés de larmes. Première révélation de la poésie… » À compter de ce jour, le jeune Roger ne laissera pas de noircir des cahiers de « poèmes sentimentaux », toujours accompagné d'un « petit dictionnaire de rimes ». Il ne se dégagera de cette fiévreuse obsession lyrique qu'à l'âge de dix-sept ans lorsqu'il lira, suivant les conseils de l'abbé Hébert, Guerre et Paix de Tolstoï. Il obtient en 1898 son baccalauréat, dans la série Philosophie, avec mention passable, et décide, le temps de confirmer sa volonté d'écrire et d'obtenir l'assentiment d'une famille réticente, de s'inscrire à la Sorbonne pour passer une licence ès lettres. Il ne se présente pas aux examens la première année et échoue lorsqu'il les passe l'année suivante, en juillet 1900. Il décide alors, quelques jours plus tard, de pallier son sentiment d'échec en préparant le concours d'entrée à l'École des chartes. Il est reçu le 28 octobre. À ce sujet, il dira plus tard « [qu'il] était rentré à l'École comme on entre sous une porte cochère pendant une averse : pour attendre ». Malgré un redoublement et l'interruption d'une année, en 1902-1903, pour son service militaire à Rouen, il obtient son diplôme d'archiviste paléographe en décembre 1905, après avoir soutenu une thèse sur les ruines de l'abbaye de Jumièges. Il évoque son passage à l'École des chartes dans le roman Devenir (publié à compte d'auteur) dont un des personnages est un élève chartiste peu assidu. Au sortir de l'École, le 19 février 1906, il épouse Hélène Foucault (1887-1949), fille d'Albert Foucault, avocat du barreau de Paris, propriétaire du château du Tertre à Sérigny, dans l'Orne. À vingt-cinq ans, il est désormais prêt à affirmer son désir d'être écrivain.

### L'écrivain

#### Premières œuvres

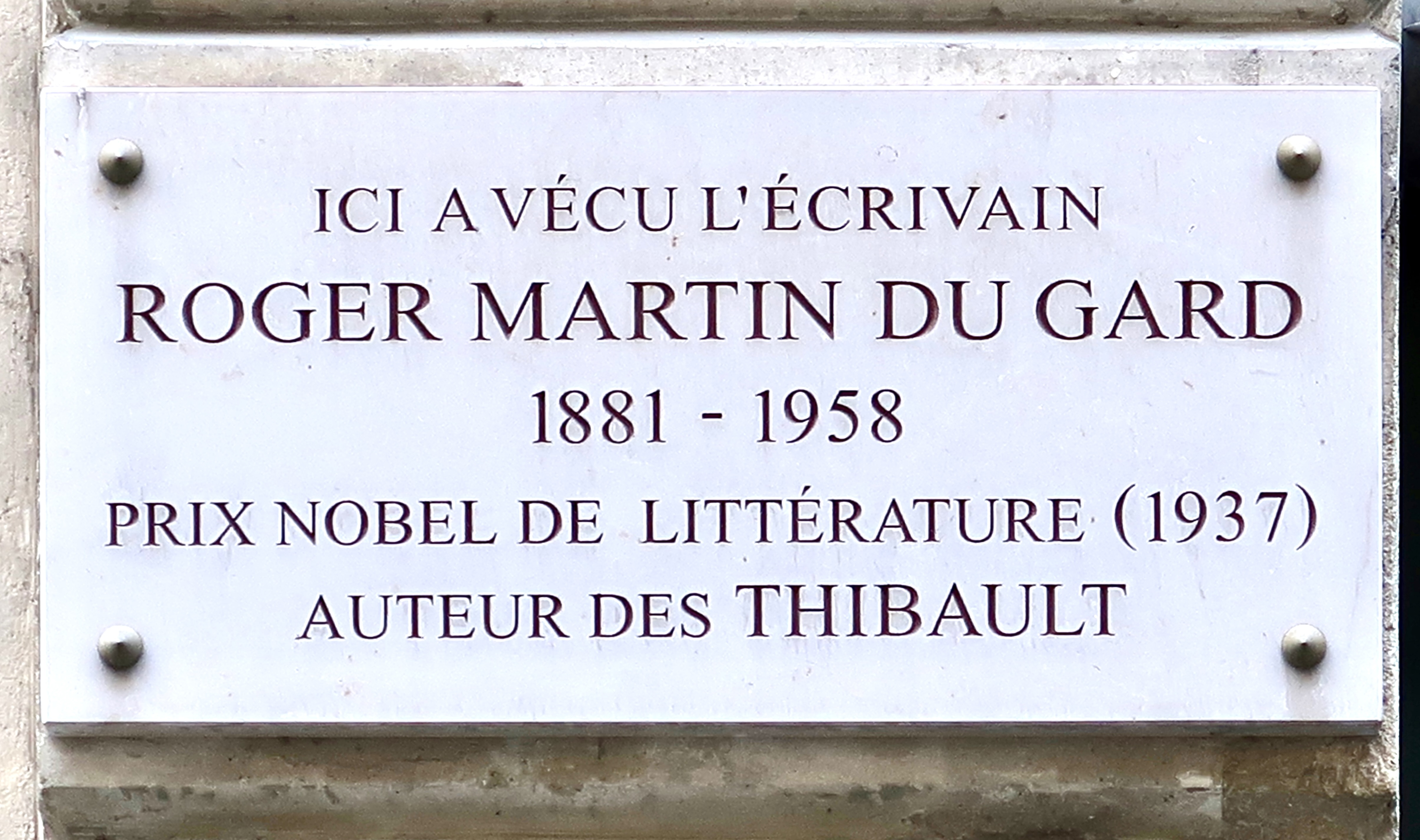
Plaque apposée au no 10 de la rue du Dragon (6e arrondissement de Paris), où il vécut.

Il s'attelle à la préparation d'un roman dès le début de son voyage de noces en Afrique du Nord, début 1906 : Une Vie de saint. L'année suivante, naît sa fille Christiane (1907-1973).
La publication de son roman Jean Barois en 1913 lui permettra de se lier d'amitié avec André Gide et Jacques Copeau : refusé par Bernard Grasset, son manuscrit est transmis par son ami d'enfance Gaston Gallimard à Jean Schlumberger, puis à Gide, son livre étant finalement édité à la jeune maison d'édition de la NRF dont il devient le premier succès. Dans l'étonnant « roman dossier » qu'est Jean Barois, Roger Martin du Gard ne cherche pas à démontrer. Il n'émet aucun jugement, il ne condamne pas, il n’absout pas : il décrit avec une volonté d'objectivité l'évolution de la religion contemporaine avec le modernisme qui semble en saper les fondements ou la séparation des Églises et de l'État en 1905. Avec ses documents authentiques ou fictifs qui s'y trouvent insérés, la seconde partie constitue aussi la première représentation littéraire de l'Affaire Dreyfus et du procès Zola qui lui est lié. De la même façon qu'elle est aussi une des premières représentations littéraires de la crise moderniste. Charles Moeller oppose le Jean Barois de Roger Martin du Gard à l'Augustin de Joseph Malègue dans Augustin ou le Maître est là, un peu comme Victor Brombert, le critique américain. Pour Brombert, le retour à la foi d'Augustin « n'est pas un retour soumis au bercail » (« is not a submissive return to the fold »), mais « une reconquête durement remportée à travers la souffrance et la lucidité » (« a reconquest hard won through pain and lucidity »), et qui n'est pas « une abdication de l'intelligence ». Moeller pense que la foi avec laquelle renoue Jean Barois est du fidéisme.
Pour le théâtre, il écrit Le Testament du père Leleu (1913), farce paysanne qui semble avoir inspiré G. Puccini pour la composition de son opéra Gianni Schicchi. La mise en scène de cette farce par Jacques Copeau, qui venait alors d'ouvrir le théâtre du Vieux-Colombier, marque le début d'une amitié très forte, grâce à laquelle Martin du Gard envisage la réalisation de pièces satiriques dans le cadre d'une Comédie nouvelle dont il développe une première vision. Cependant, ces perspectives ne connaissent pas un aboutissement, en raison des refus successifs qu'oppose J. Copeau aux propositions et essais de Roger. Celui-ci revient alors vers le roman.
Mobilisé en 1914, il est affecté comme fourrier à un groupe automobile de « Transport matériel » attaché au premier corps de cavalerie. Témoin des atrocités du front, il ne veut pas écrire sur le sujet mais exprime son pacifisme idéaliste dans ses lettres et son journal de cette époque.

#### Les Thibault

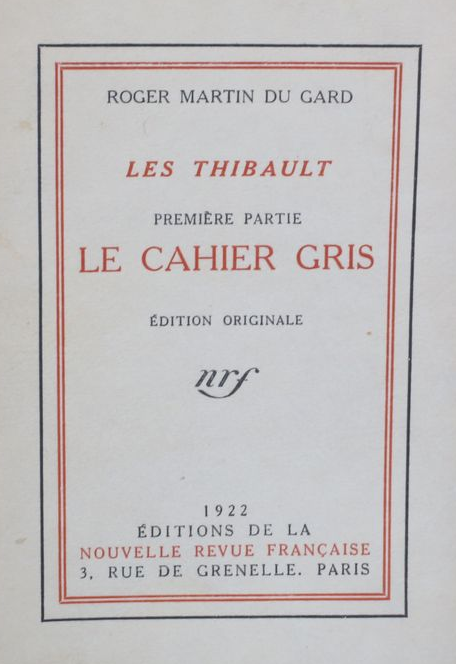

Après la Première Guerre mondiale, Roger Martin du Gard conçoit le projet d'un long roman-fleuve (ou « roman de longue haleine ») dont le titre initial était Deux frères. De fait, le roman en huit volumes qui sera finalement intitulé Les Thibault va l'occuper des années 1920 à 1940, date de publication du dernier volume, Épilogue.
De nombreux souvenirs d'enfance vont marquer cette saga, notamment de l'époque, entre 1890 et 1895, où il habita Maisons-Laffitte dans une maison de l'avenue Albine, au no 26 qui porte actuellement une plaque gravée de marbre blanc sur un des deux piliers du portail. À travers l'histoire de Jacques et Antoine Thibault qui sont liés à la famille de Fontanin, le romancier fait le portrait d'une classe sociale, la bourgeoisie parisienne, catholique ou protestante, universitaire, mais aussi en révolte dans le cas de Jacques Thibault, apprenti écrivain qui découvre le socialisme. Conçus comme une conclusion à une œuvre dont la réalisation menaçait de durer trop longtemps, les deux derniers volumes sont consacrés à la disparition des deux héros et mettent l'accent sur la Première Guerre mondiale. L'Été 1914 décrit la marche à la guerre que ne peuvent empêcher ni les socialistes, ni les autres groupes pacifistes : révolutionnaire de cœur, Jacques Thibault ne saura que se sacrifier en lançant sur les tranchées un appel à la fraternisation des soldats allemands et français. Racontant la lente agonie d'Antoine Thibault gazé pendant le conflit, Épilogue évoque la « marche à la paix » et s'interroge sur les propositions du président Wilson qui aboutiront à la création de la Société des Nations.
En 1930 paraît Confidence africaine, une histoire d'inceste entre un frère et une sœur. Ce livre joue un rôle dans le roman épistolaire de Katherine Pancol, Un homme à distance (Albin Michel, 2002).

#### La notoriété
C'est en 1937, juste après la publication de L'Été 1914, que Martin du Gard se voit attribuer le prix Nobel de littérature.
Après un long séjour en Italie, il passe la majeure partie de la guerre 1939-1945 à Nice, avant d'aller se réfugier à Piérac, dans l'Aude. De 1941 à sa mort, il travaille à un roman resté inachevé, Les souvenirs du lieutenant-colonel de Maumort, dont une édition procurée par André Daspre sera publiée en 1983 sous le titre Le lieutenant-colonel de Maumort. 
En décembre 1945, il s'installe dans un appartement au 10, rue du Dragon (Paris), après avoir remis de l'ordre au château du Tertre occupé par des soldats allemands. En 1949, Roger Martin du Gard traduit, conjointement avec son auteur Dorothy Bussy, l'unique roman de l'écrivaine, Olivia, chez Stock.
Publiées peu après la mort d'André Gide, en février 1951, les Notes sur André Gide évoquent une des amitiés les plus importantes et enrichissantes qu'ait connues cet admirateur de Tolstoï, de Flaubert et de Montaigne. 
En 1955, la Bibliothèque de la Pléiade des éditions Gallimard regroupe ses « Œuvres complètes » en deux volumes. Roger Martin du Gard étant alors toujours en vie, on lui confia donc la sélection des textes à publier. Seule L'Une de nous, nouvelle sous forme dialoguée, parue chez Grasset en 1910, est exclue par l'auteur : épisode d'une monographie intitulée Marise et abandonnée ensuite par Martin du Gard, celui-ci la décrit comme « une nouvelle d'un naturalisme suranné, d'une sensiblerie et d'un mauvais goût déplorables ». Cet opus a été mis au pilon à sa demande.

#### Au terme d'une vie

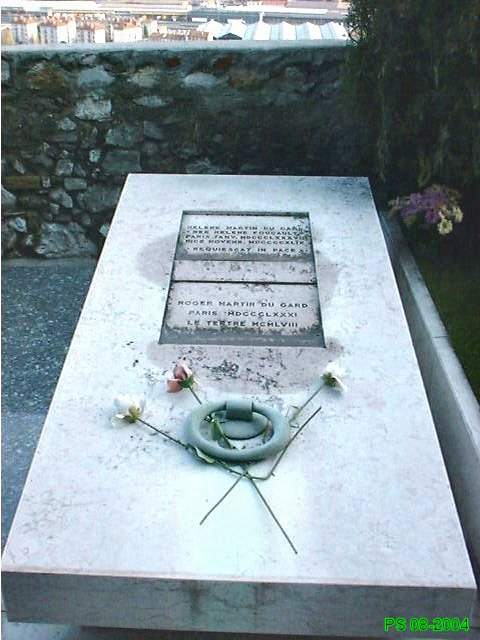
Tombe de l'écrivain au cimetière du monastère de Cimiez.

Marie Rougier (1901-1998), l'amie du couple Martin du Gard, professeur au lycée de jeunes filles de Nice, devient la secrétaire et la confidente dévouée du romancier, veillant en particulier sur tous ses papiers et les éditions qu'il souhaitait préparer.
Roger Martin du Gard meurt en août 1958, à l'âge de soixante-dix sept ans. Son corps est déposé au côté de celui de sa femme, au cimetière du Monastère de Cimiez, sur les hauteurs résidentielles de Nice. Sur la dalle de sa tombe dont il a dessiné la forme, il avait songé, dès 1921, à faire inscrire l'expression latine « Sum quod eris » (« Je suis ce que tu seras »), mais il n'en fut finalement rien.

#### L'œuvre posthume
Soutenue par l'engagement d'un groupe d'admirateurs, universitaires pour la plupart, la publication de ses œuvres posthumes complexifie sa figure d'écrivain.
De nombreux textes posthumes à caractère autobiographique vont faire apparaître Martin du Gard comme un styliste spontané, attentif aux autres, parfois jovial. Commencé pendant la Première Guerre mondiale, son Journal décrit une vie familiale parfois difficile, raconte les réussites de l'amitié, fait la revue critique des textes contemporains et permet d'approcher la vie littéraire de l'époque : précédé de « souvenirs », il a été publié par C. Sicard sous la forme de trois gros volumes.
Ce sont également les joies de l'amitié ainsi que les aléas de la vie littéraire autour de la Nouvelle Revue française que mettent en lumière les très nombreuses lettres regroupées désormais dans de passionnants volumes de correspondances (avec : André Gide, Jacques Copeau, Eugène Dabit, Georges Duhamel, Jean Tardieu et Albert Camus, à côté d'une Correspondance générale en dix volumes).
Commencé en 1941, considéré d'entrée de jeu comme posthume et inachevé par l'écrivain, le roman centré sur la figure de Maumort est un texte prolifique dont le manuscrit occupe désormais dix-huit volumes au Département des manuscrits de la BNF. Une première édition a paru en 1983 sous le titre Le Lieutenant-colonel de Maumort dans la collection de la Bibliothèque de la Pléiade. Ce volume minutieusement composé et annoté par André Daspre a obtenu le prix de l'édition critique, l'année de sa publication (1983). Une ré-édition de ce texte dans la collection blanche de Gallimard a eu lieu en 2008. La fable peut se résumer ainsi : « enfermé dans une toute petite partie de sa demeure normande occupée par un détachement de l'armée allemande, le vieux colonel à la retraite commence à tenir son journal (qui devient un journal de la défaite et de l'Occupation et lui permet d'évoquer différentes figures nazies). Mais, progressivement, il va se mettre à développer des souvenirs qui prennent la forme de mémoires ». Maumort raconte ainsi de manière suivie sa jeunesse, sa formation, sa vie sexuelle et sentimentale, sa carrière militaire au Maroc qui lui fait rencontrer Lyautey. Soucieux de l'équilibre de son œuvre complète et désireux de constituer un pendant à son grand roman centré sur la figure de Jean Barois mais fait de fragments génériquement divers (scènes de type théâtral, lettres, extrait de journal intime, discours oratoire…), Roger Martin du Gard va également utiliser plusieurs formes internes pour Maumort : ainsi, au journal et aux mémoires du vieux colonel vont s'ajouter des nouvelles et des Lettres à Gévresin. À travers ses fragments narratifs et les très nombreuses fiches de régie qui appartiennent aussi pleinement à cette œuvre en constant devenir, ce roman est marqué par un caractère de modernité flagrant, mais cet ensemble monumental vise aussi à évoquer l'esprit d'une génération intellectuelle que le discours pétainiste au pouvoir à partir de 1941 allait charger de tous les maux.
Des nouvelles figurent aussi parmi les écrits posthumes (La Noyade intégrée au volume du Lieutenant-colonel de Maumort, et Genre motus publiée à part) ; elles s'inscrivent dans la continuité de celles que l'écrivain avait publiées de son vivant (Confidence africaine).

## Hommages et distinctions
- Prix Nobel de littérature 1937.
- Des rues portent son nom dans les villes de Calais, de Nice, de Liffré, de Saint-Raphaël et de Fréjus.

### Décorations
- Commandeur de la Légion d'honneur (1951). Le 22 août 1926, à l'initiative d’Édouard Herriot, il est fait chevalier de la Légion d'honneur.

## Œuvres
- Il est d'exquises fleurs, sévèrement critiqué par Marcel de Coppet, (1904). Détruit par l'auteur.
- Une vie de saint, roman inachevé, (1906)
- Devenir ! (1908), Paris, Ollendorff
- L'Abbaye de Jumièges (1909), étude archéologique des ruines, Montdidier, Grou-Radenez.
- L'une de nous (1910), étude, Paris, Grasset. Non réédité, exclu par l'auteur lui-même de ses Œuvres complètes; consultable en ligne gratuitement[24].
- Jean Barois (1913), Paris, Gallimard.
- Le Testament du père Leleu (1913), farce paysanne en trois actes, Paris, Gallimard. Collection Répertoire du Vieux-Colombier.
- Hollé-Ira (1919), farce rédigée à la demande de Jacques Copeau, restée inédite.
- Témoignage: in memoriam (1920), Souvenir sur l'abbé Marcel Hébert, publiés par Houtin dans son livre : Un prêtre moderniste, Paris, imprimerie Grou-Radenez.
- Les Thibault : Le Cahier gris (1922).
- Les Thibault : Le Pénitencier (1922).
- Les Thibault : La Belle Saison (1923).
- L'Abbaye de Jumièges (1927), H. Laurens. Collection Petites monographies des grands édifices de la France en collaboration avec Louis-Marie Michon.
- La Gonfle (1928), farce paysanne fort facétieuse sur le sujet d'une vieille femme hydropique, d'un sacristain, d'un vétérinaire et d'une pompe à bestiaux. Paris, éditions Gallimard.
- Devenir (1928), Paris, Eos, texte revu et corrigé par l'auteur.
- Noizemont-les-Vierges, Liège, A la Lampe d'Aladin. Réédité par les Éditions Claire Paulhan en 2017, édition établie, introduite et annotée par Thierry Gillybœuf,  (ISBN 978-2-912222-58-9)[25].
- Les Thibault : La Consultation (1928).
- Les Thibault : La Sorellina (1928).
- Les Thibault : La Mort du père (1929).
- Dialogue (1930), Paris, Claude Aveline, Collection Blanche. Tiré à cent exemplaires, hors commerce. Une seconde version, comptant quelques variantes, a été publiée en 1989 dans le premier volume des Cahiers Roger Martin du Gard, chez Gallimard en 1989[26].
- L'Appareillage (1930). Détruit par l'auteur avant toute publication[27].
- Confidence africaine (1931), Paris, Gallimard.
- Un Taciturne (1931), le 28 octobre Louis Jouvet, directeur de la Comédie des Champs-Elysées, monte et joue Un Taciturne avec Valentine Tessier, Lucienne Bogaert et Jean Renoir, drame en trois actes, Paris, Gallimard.
- Vieille France (1933), Paris, Gallimard.
- Les Thibault : L'Été 1914 (1936), 3 volumes, Paris, Gallimard.
- Les Thibault : Épilogue (1940), Paris, Gallimard.
- Jacques Thibault (1946), récit composé de textes choisis pour la jeunesse dans Les Thibault, par Marcel Lallemand avec la collaboration de l'auteur, Paris, Gallimard.
- Un Taciturne, (1948), drame en trois actes, nouvelle édition retouchée par l'auteur, Paris, Gallimard.
- Notes sur André Gide (1913-1951) (1951), Paris, Gallimard.
- Œuvres complètes dans la collection de la Pléiade avec une préface d'Albert Camus (1955), un index chronologique, des souvenirs autobiographiques et littéraires inédits, un résumé de l'affaire Dreyfus établi par Jean-Bloch Michel, Paris, Gallimard, 2 vol.
- In memoriam [en souvenir de Marcel Hébert in RMDG Œuvres complètes , La Péiade, Gallimard, Paris, 1955.

Publications posthumes
- Correspondance avec André Gide, Paris, Gallimard, 1968 .
- Correspondance croisée avec Jacques Copeau, texte établi et annoté par Claude Sicard, introduction par Jean Delay, Paris, Gallimard, 1972.
- Correspondance générale I 1896-1913, édition établie par M. Rieuneau avec la collaboration d'A. Daspre et C. Sicard, Gallimard, (posthume 1980)
- Correspondance générale II 1914-1918, édition établie par M. Rieuneau avec la collaboration d'A. Daspre et C. Sicard, Gallimard, (posthume 1980).
- Le Lieutenant-colonel de Maumort, édition établie par André Daspre, collection de La Pléiade, Paris, Gallimard, 1316 p. (posthume 1983).
- Correspondance générale III 1919-1925, édition établie et annotée par J.-C. Airal et M. Rieuneau , Gallimard, (posthume 1986).
- Correspondance générale IV 1926-1929, édition établie et annotée par J.-C. Airal et M. Rieuneau , Gallimard, (posthume 1987).
- Correspondance générale V 1930-1932, édition établie et annotée par J.-C. Airal et M. Rieuneau , Gallimard, (posthume 1988).
- Correspondance générale VI 1933-1936, édition établie et annotée par P. Bardel et M. Rieuneau , Gallimard, (posthume 1990).
- Correspondance générale VII 1937-1939, édition établie et annotée par P. Bardel et M. Rieuneau, Gallimard, (posthume 1992).
- Journal I Textes autobiographiques 1892-1919, édition établie et annotée par C. Sicard, Gallimard (posthume 1992)
- Journal II 1919-1936, édition établie et annotée par C. Sicard, Gallimard (posthume 1993)
- Journal III 1937-1949 Textes autobiographiques 1950-1958, édition établie et annotée par C. Sicard, Gallimard (posthume 1993).
- Le genre Motus, nouvelle présentée et éditée par M.-L. Leroy-Bédier, Cahier R. Martin du Gard no 4, Inédits et nouvelles recherches, Gallimard, p. 27-57 (posthume 1994).
- Correspondance générale VIII 1940-1944, édition établie, présentée et annotée par B. Duchatelet, Gallimard, (posthume 1997).
- Lettres à Carlo Alt et Otto Schultz, éditées et présentées par C. Andrieux et J.-P. Grinberg, Cahier R. Martin du Gard no 6, Inédits et nouvelles recherches, Gallimard, p. 17-41 (posthume 1999).
- Correspondance générale IX 1945-1950, édition établie présentée et annotée par B. Duchatelet, Gallimard, (posthume 2006).
- Correspondance générale X 1951-1958 (posthume 2006).
- Ré-édition du Lieutenant-colonel de Maumort dans la collection blanche de Gallimard (posthume 2008).
- Correspondance avec A. Camus, édition annotée et présentée par C. Sicard, Gallimard (posthume, 2013).
- Journal de Maumort (14 juin-21 juillet 1940), présenté, annoté et commenté à travers « quelques raisons supplémentaires de publier Le journal de Maumort » par Jean-François Massol, est paru dans le Cahier R. Martin du Gard, no 8, Écritures de la guerre, Paris, Gallimard, p. 137-204 (posthume 2014).
- Correspondance avec André Beucler, 1927-1958, édition présentée et annotée par Bruno Curatolo, Plaisirs de Mémoire et d'Avenir, hors série, novembre 2018, 111 p. (posthume 2018).